# Powiat Revúca
Powiat Revúca (słow. okres Revúca) – słowacka jednostka podziału administracyjnego znajdująca się w kraju bańskobystrzyckim. Powiat Revúca zamieszkiwany jest przez 40 879 obywateli (1 stycznia 2003) i zajmuje obszar 730 km². Średnia gęstość zaludnienia wynosi 56 osób na km².

## Stosunki etniczne
- Słowacy – 69,4%
- Węgrzy – 22,0%
- Romowie – 6,8%
- Czesi – 0,6%

### Stosunki wyznaniowe
- katolicy – 43,1%
- luteranie – 18,4%
- kalwini – 6,6%
- Świadkowie Jehowy – 1,5%
- grekokatolicy – 1,0%